# Метеор (судно на підводних крилах)

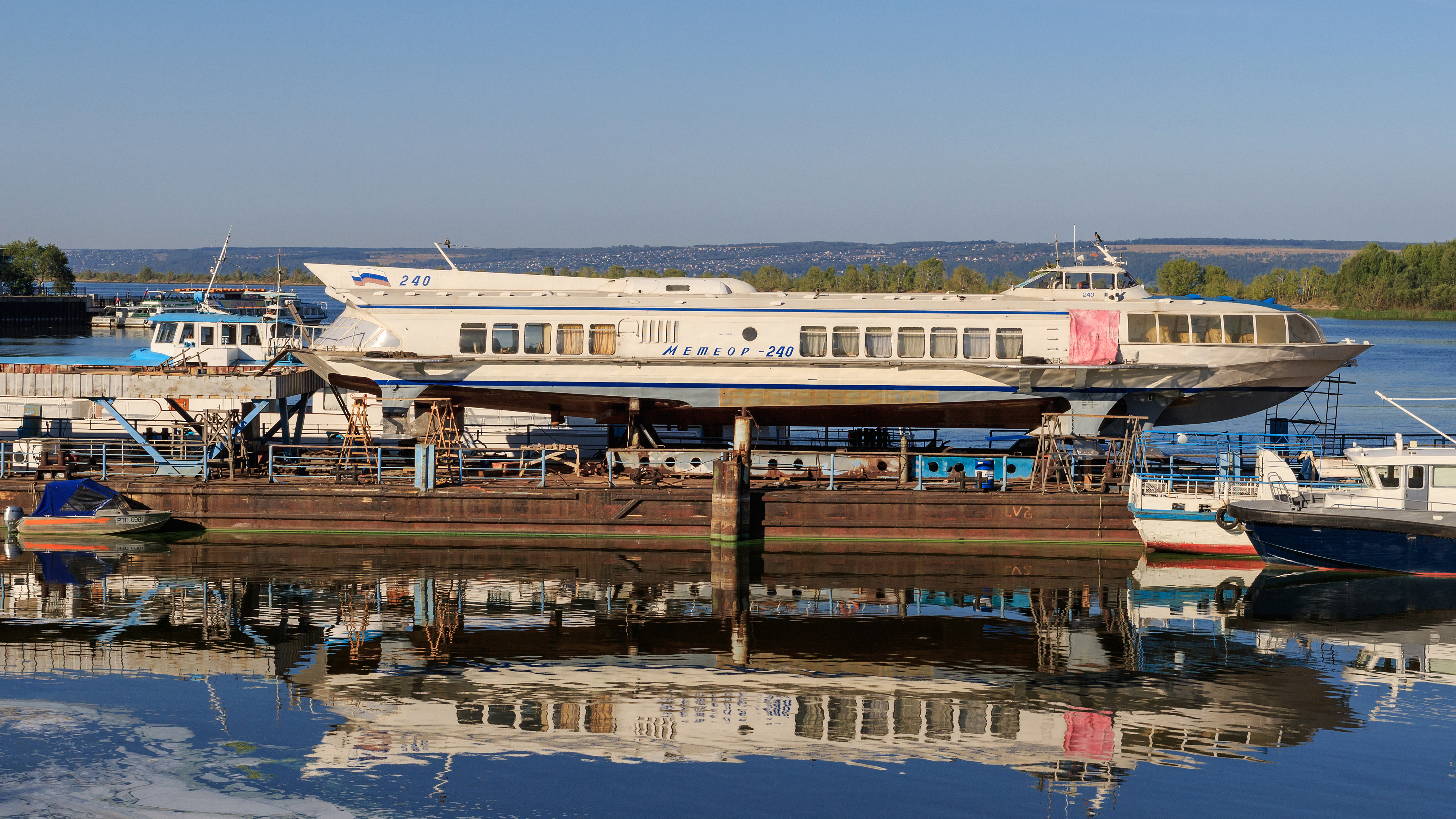
т/х Метеор

«Метеор» — серія річкових пасажирських суден на підводних крилах (проект 342Е). Головний конструктор — Ростислав Алексєєв.
Судна виготовляли з 1961 по 1991 рр. на Зеленодільському суднобудівному заводі. Всього було побудовано понад 400 теплоходів цієї серії.
Пасажири розміщуються в трьох салонах, обладнаних м'якими кріслами: носовому, середньому і кормовому — на 26, 44 і 44 місця відповідно.

## Експлуатація
Першим капітаном СПК «Метеор» став прославлений льотчик Герой Радянського Союзу Михайло Дев'ятаєв, який у роки радянсько-німецької війни втік з полону, викравши при цьому німецький бомбардувальник.